# Referendum o lastninskem preoblikovanju zavarovalnic
Referendum o lastninskem preoblikovanju zavarovalnic je bil naknadni zakonodajni referendum o Zakonu o spremembah in dopolnitvah Zakona o lastninskem preoblikovanju zavarovalnic (ZLPZ-1A), ki je potekal 11. novembra 2007. Referendum je potekal hkrati z drugim krogom predsedniških volitev.

## Spremembe zakona
Vlada je želela s spremembo zakona slediti svojemu sklepu o umiku države iz gospodarstva. S spremembami zakona bi 35,2 odstotka delnic Zavarovalnice Triglav, ki bi jih morali razdeliti med fizične osebe, prenesli na Kapitalsko družbo, ta pa bi morala vse prihodke od upravljanja z njimi nakazovati v pokojninsko in invalidsko blagajno. Po oceni ministrstva za finance razdelitev kapitala med fizične osebe ni bila mogoča. Prav tako po ugotovitvah svetovalne skupine vlade naj ne bi bila mogoča identifikacija fizičnih oseb, ki bi bile upravičene do delnic Zavarovalnic Triglav, poleg tega naj bi bilo iskanje teh fizičnih oseb predrago.

## Referendumska kampanja

### Podporniki zakona
Stranke: SDS, NSi, DeSUS

### Nasprotniki zakona
Stranke: LDS, SMS, SD, Zares, SNS
Druge organizacije: Državni svet, ZSSS

### Ankete
| Datum            | Izvajalec | Vzorec | ZA   | PROTI | Ne vem | Ne povem | Sklic |
| 6.november 2007  | Valicon   | 613    | 29,3 | 37,5  | 33,2   | /        | [ 5 ] |
| 3. november 2007 | Dnevnik   | /      | 31,2 | 28,2  | 37,7   | /        | [ 7 ] |

#### Neinformiranost volivcev
Iz izsledkov ankete, ki jo je izvedel Dnevnik, je mogoče zaključiti, da mnogi volivci niso imeli dovolj informacij, da bi se lahko kompetentno odločali. Podobno mnenje je izrazil tudi Državni svetnik in sindikalist Doro Hvalica, ki izpostavil "katastrofalno majhno število tistih, ki so o nedeljskem referendumu o lastninjenju zavarovalnic dobro informirani", ter LDS Koper v izjavi za javnost.